# John Lennard-Jones
John Edward Lennard-Jones KBE, FRS (27 de outubro de 1894 — Stoke-on-Trent, 1 de novembro de 1954) foi um matemático britânico. Foi professor de física teórica na Universidade de Bristol, e depois de química teórica na Universidade de Cambridge. É reconhecido como iniciador da moderna química computacional.

## Publicações
- Jones, J.E. (1924) Proc. R. Soc. London, Ser. A 106, 441.
- Jones, J.E. (1924) Proc. R. Soc. London, Ser. A 106, 463.
- Lennard-Jones, J.E. (1929) Trans.Faraday Soc. 25, 668.
- Lennard-Jones, J.E. (1931) Proc. Camb. Phil. Soc. 27, 469.
- Lennard-Jones, J.E. (1934) Trans. Faraday Soc. 30, 70.
- Lennard-Jones, J.E. (1937) Proc. Roy. Soc. A158, 280.
- Lennard-Jones, Sir John (1949) Proc. Roy. Soc. A198, 1,14.
- Hall, G.G. and Lennard-Jones, Sir John (1950) Proc. Roy. Soc. A202, 155.